# 1135

## Události
- založen italský cisterciácký klášter Chiaravalle Milanese
- v Anglii nastupuje na trůn Štěpán z Blois a začíná krvavá občanská válka o následnictví

## Narození
- 30. března – Maimonides, rabín, židovský filosof a lékař, jedna z největších postav středověké židovské filosofie († 13. prosince 1204)
- ? – Inge I., norský král († 3. února 1161)
- ? – Jáchym z Fiore, italský mnich, spekulativní teolog, mystik († 30. března 1202)

## Úmrtí
- 8. února – Elvíra Kastilská, sicilská královna jako první manželka Rogera II. (* asi 1100)
- 4. června – Chuej-cung, čínský císař z dynastie Sung (* 2. listopadu 1082)
- 1. prosince – Jindřich I. Anglický, anglický král (cca 1068)

## Hlavy států
- České knížectví – Soběslav I.
- Svatá říše římská – Lothar III.
- Papež – Inocenc II. (protipapež: Anaklet II.)
- Anglické království – Jindřich I. Anglický – Štěpán III. z Blois
- Francouzské království – Ludvík VI. Francouzský
- Polské knížectví – Boleslav III. Křivoústý
- Uherské království – Béla II. Uherský
- Kastilské království – Alfonso VII. Císař
- Byzantská říše – Jan II. Komnenos